# Clermont (Indiana)
Clermont es un pueblo ubicado en el condado de Marion en el estado estadounidense de Indiana. En el Censo de 2010 tenía una población de 1356 habitantes y una densidad poblacional de 779,1 personas por km².

## Geografía
Clermont se encuentra ubicado en las coordenadas 39°49′00″N 86°19′14″O / 39.81667, -86.32056. Según la Oficina del Censo de los Estados Unidos, Clermont tiene una superficie total de 1.74 km², de la cual 1.74 km² corresponden a tierra firme y (0%) 0 km² es agua.

## Demografía
Según el censo de 2010, había 1356 personas residiendo en Clermont. La densidad de población era de 779,1 hab./km². De los 1356 habitantes, Clermont estaba compuesto por el 92.11% blancos, el 4.2% eran afroamericanos, el 0.22% eran amerindios, el 0.66% eran asiáticos, el 0% eran isleños del Pacífico, el 0.22% eran de otras razas y el 2.58% pertenecían a dos o más razas. Del total de la población el 2.51% eran hispanos o latinos de cualquier raza.